# Michel Longtin
Michel Longtin   (Montreal, 20 de maig de 1946) és un compositor i educador musical quebequès amb seu a Mont-real.
Membre del Centre de Música Canadenc i membre de la Lliga Canadenca de Compositors, va guanyar el Premi Jules Léger de Nova Música de Cambra el 1986 per Pohjatuuli.

## Vida primerenca i educació
Longtin va néixer a Montreal a l'estat de Quebec. Va estudiar arts teatrals, i va obtindre el batxiller en arts del «Collège des Eudistes» el 1967. Durant els estius de 1963-1964 també va estudiar teatre a l'Escola de Belles Arts de Banff. A continuació, va estudiar informàtica, direcció escènica i música a la Universitat de Montréal (UM) de 1968-1973, i va obtindre finalment un batxillerat en composició musical. El seu mentor a l'escola va ser el compositor André Prévost. L'estiu de 1971 va estudiar per poc temps amb Samuel Dolin al The Royal Conservatory of Music. Aquell any va guanyar un «Premi Compositor Estudiant BMI». Continuà els estudis de composició de postgrau a la Universitat de Montréal amb Prévost i Serge Garant, i va obtenir un màster en Música el 1975 i un doctor en Música el 1982.

## Carrera
Les primeres composicions de Longtin eren sobretot música electrònica. Entre 1971 i 1975 Longtin va treballar a l'estudi de música electrònica de la Universitat McGill amb Paul Pedersen, Bengt Hambraeus i Alcides Lanza. Mentre estudiava a la Universitat de Mont-real, també treballa simultàniament a la facultat de música de la UM de 1973-2008, impartint classes de composició.
El 1988 les composicions de Longtin van ser interpretades pel Nouvel Ensemble Moderne de Mont-real. El 1995 la seva composició encarregat «Sursolitudes» es va dur a terme pel conjunt "I Musici" de Mont-real a Buffalo, Nova York. La seva obra també ha estat encarregada i interpretada per l'"Orchester symphonique" de Montréal.